# فرانک آلبرستون
فرانک آلبرستون (انگلیسی: Frank Albertson؛ ۲ فوریهٔ ۱۹۰۹ – ۲۹ فوریهٔ ۱۹۶۴) یک هنرپیشه اهل ایالات متحده آمریکا بود. وی بین سال‌های ۱۹۲۳ تا ۱۹۶۴ میلادی فعالیت می‌کرد.

## فیلم‌شناسی
از فیلم‌ها یا برنامه‌های تلویزیونی که وی در آن نقش داشته است می‌توان به روانی، چه زندگی شگفت‌انگیزی، مادر مجرد و تلاش واپسین اشاره کرد.